# Núi Semeru

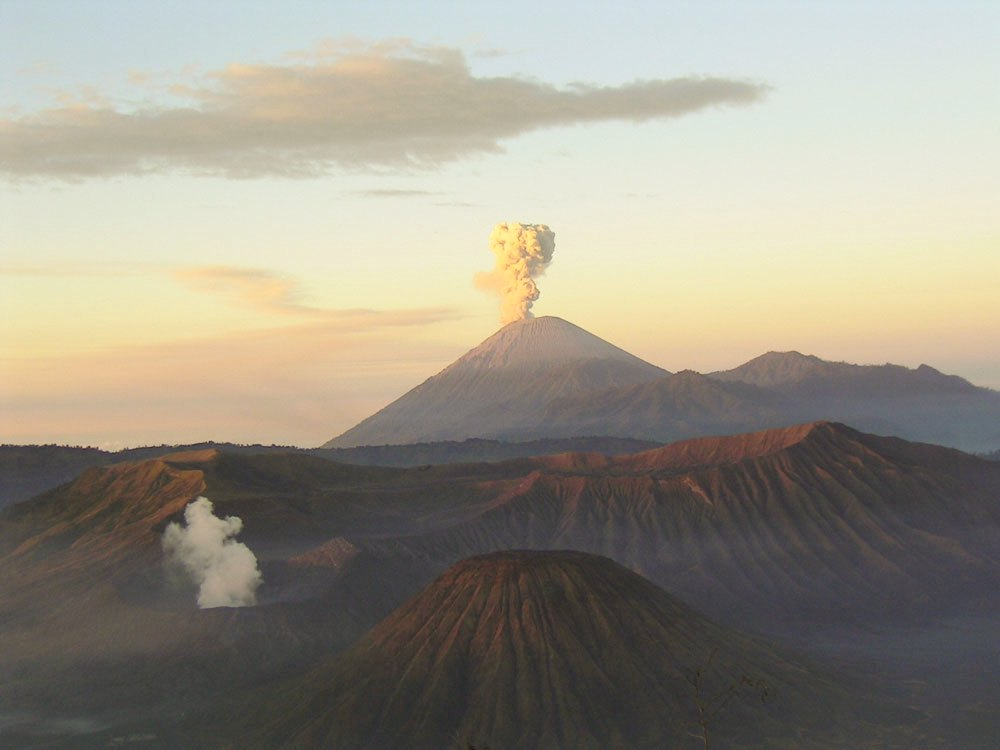
Núi lửa Semeru, tháng 7 năm 2004

Semeru, hoặc núi Semeru (tiếng Indonesia: Gunung Semeru), là một ngọn núi lửa đang hoạt động nằm ở Đông Java, Indonesia. Đây là ngọn núi cao nhất trên đảo Java. Ngọn núi lửa dạng tầng này cũng được biết đến với tên Mahameru, có nghĩa là "núi vĩ đại" trong tiếng Phạn. Tên bắt nguồn từ ngọn núi thần thoại Hindu-Phật giáo của Meru hay Tu Di, là nơi ở của các vị thần.
Núi này nằm trong vùng hút chìm, nơi mảng Ấn-Úc hút chìm dưới mảng Á-Âu.

## Lịch sử phun trào

### Đợt phun trào năm 2021
Vào ngày 4 tháng 12 năm 2021, Semeru phun trào lần thứ hai trong năm, và lần đầu tiên là vào tháng 1 năm 2021.
Ít nhất 13 người đã thiệt mạng trong vụ phun trào tháng 12, và còn 10 người khác chưa được thống kê. Tổng cộng 89 người bị bỏng do vụ phun trào gây ra.